# Henning Solberg
Henning Solberg (ur. 8 stycznia 1973 w Spydebergu) – norweski kierowca rajdowy. Starszy brat mistrza świata z roku 2003, Pettera Solberga. Jego aktualnym pilotem jest Austriaczka Ilka Minor.

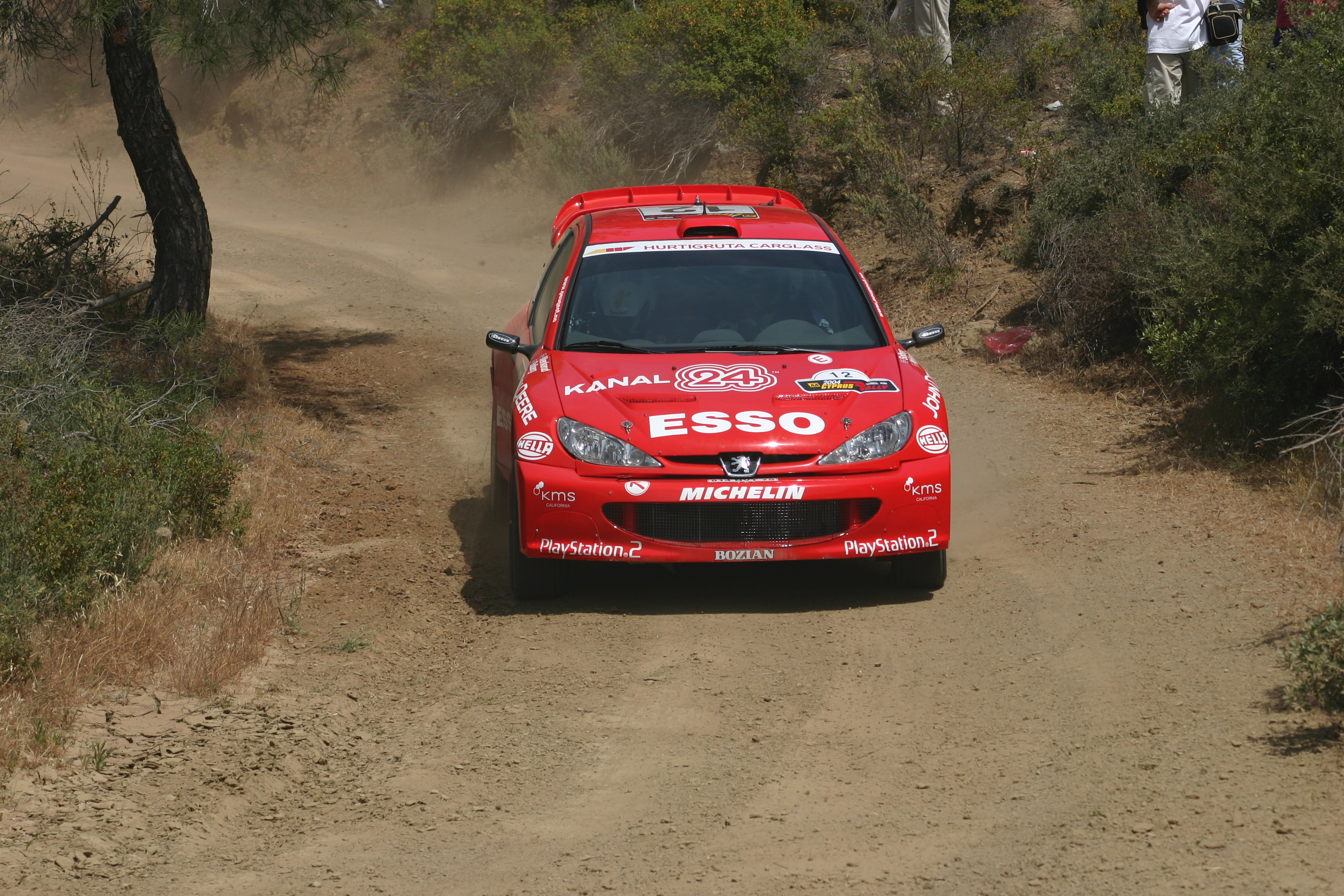
Podczas Rajdu Cypru w 2004 roku

Zadebiutował w Rajdowych Mistrzostwach Świata podczas rajdu Szwecji w 1998, prowadził wówczas Toyotę Celicę GT-Four. Od 2004 roku regularnie startuje w rajdach zaliczanych do mistrzostw świata. Najlepszy wynik na tym poziomie to trzecie miejsce (pięciokrotnie, pierwszy raz w Rajdzie Turcji w 2006 roku). Najlepszym jego sezonem natomiast był 2007, gdy zajął w klasyfikacji generalnej 6. miejsce z 34 zdobytymi punktami.

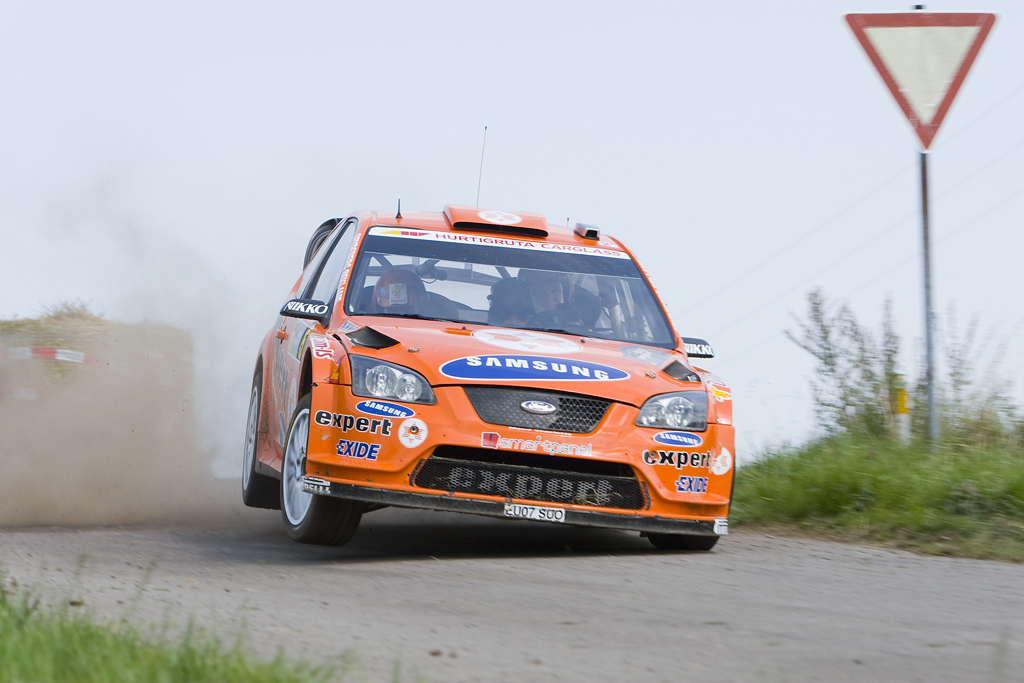
Podczas Rajdu Niemiec w 2008 roku

## Starty w rajdach WRC
| Sezon | Zespół                                                            | Samochód                              | 1      | 2       | 3       | 4             | 5         | 6         | 7             | 8             | 9             | 10              | 11      | 12            | 13              | 14              | 15        | 16        | Punkty | Miejsce |
| ----- | ----------------------------------------------------------------- | ------------------------------------- | ------ | ------- | ------- | ------------- | --------- | --------- | ------------- | ------------- | ------------- | --------------- | ------- | ------------- | --------------- | --------------- | --------- | --------- | ------ | ------- |
| 1998  | Shell Norge                                                       | Toyota Celica GT-Four                 | Monako | 12      | Kenia   | Portugalia    | Hiszpania | Francja   | Argentyna     | Grecja        | Nowa Zelandia | Finlandia       | Włochy  | Australia     | Wielka Brytania |                 |           |           | 0      | -       |
| 1999  | Henning Solberg                                                   | Ford Escort WRC                       | Monako | Szwecja | Kenia   | Portugalia    | Hiszpania | Francja   | Argentyna     | Grecja        | Nowa Zelandia | Finlandia       |         | Włochy        | Australia       | NU              |           |           | 0      | -       |
| 2000  | Henning Solberg                                                   | Ford Escort WRC Toyota Corolla WRC    | Monako | NU      | Kenia   | NU            | Hiszpania | Argentyna | Grecja        | Nowa Zelandia | NU            | Cypr            | Francja | Włochy        | Australia       | 14              |           |           | 0      | -       |
| 2001  | Henning Solberg                                                   | Toyota Corolla WRC Subaru Impreza WRC | Monako | NU      | NU      | Hiszpania     | Argentyna | Cypr      | Grecja        | Kenia         | NU            | Nowa Zelandia   | Włochy  | Francja       | Australia       | 13              |           |           | 0      | -       |
| 2002  | Henning Solberg                                                   | Toyota Corolla WRC                    | Monako | 13      | Francja | Hiszpania     | Cypr      | Argentyna | Grecja        | Kenia         | NU            | Niemcy          | Włochy  | Nowa Zelandia | Australia       | Wielka Brytania |           |           | 0      | -       |
| 2003  | Henning Solberg                                                   | Mitsubishi Lancer Evo VI              | Monako | NU      | Turcja  | Nowa Zelandia | Argentyna | Grecja    | Cypr          | Niemcy        | NU            | Australia       | Włochy  | Francja       | Hiszpania       | Wielka Brytania |           |           | 0      | -       |
| 2004  | Bozian Racing                                                     | Peugeot 206 WRC                       | Monako | 6       | Meksyk  | NU            | NU        | Grecja    | NU            | Argentyna     | 10            | Niemcy          | Japonia | 11            | NU              | Francja         | Hiszpania | Australia | 3      | 19.     |
| 2005  | BP Ford World Rally Team                                          | Ford Focus RS WRC                     | Monako | 5       | Meksyk  | Nowa Zelandia | 15        | 4         | 11            | NU            | Argentyna     | 9               | Niemcy  | 10            | Japonia         | Francja         | Hiszpania | Australia | 9      | 14.     |
| 2006  | OMV Peugeot Norway                                                | Peugeot 307 WRC                       | NU     | 8       | 5       | Hiszpania     | Francja   | 7         | NU            | 5             | Niemcy        | 4               | Japonia | 6             | 3               | NU              | 12        | 11        | 25     | 8.      |
| 2007  | Stobart M-Sport Ford Rally Team                                   | Ford Focus RS WRC                     | 14     | 4       | 3       | 9             | 11        | 5         | 4             | 5             | 5             | 13              | 9       | 10            | 9               | 3               | 16        | 15        | 34     | 6.      |
| 2008  | Stobart VK M-Sport Ford Rally Team Munchi's Ford World Rally Team | Ford Focus RS WRC                     | 9      | 13      | 5       | NU            | 4         | 7         | 8             | 5             | 5             | 7               | 9       | 11            | 15              | NU              | NU        |           | 22     | 8.      |
| 2009  | Stobart VK M-Sport Ford Rally Team                                | Ford Focus RS WRC                     | 4      | 4       | 18      | 5             | 3         | 8         | 14            | 3             | 30            | 7               | 9       | 5             |                 |                 |           |           | 33     | 6.      |
| 2010  | Stobart VK M-Sport Ford Rally Team                                | Ford Focus RS WRC Ford Fiesta S2000*  | 6      | 6       | 9       | 17            | 7         | NU        | 10            | NU            | 37            | 7               | 9       | 8             | 6               |                 |           |           | 45     | 8.      |
| 2011  | M-Sport Stobart Ford World Rally Team                             | Ford Fiesta RS WRC                    | NU     | 6       | 9       | 14            | NU        | Argentyna | 5             | 7             | 7             | 14              | 6       | 8             | 3               |                 |           |           | 59     | 9.      |
| 2012  | Go Fast Energy WRT                                                | Ford Fiesta RS WRC                    | 13     | 7       | Meksyk  | Portugalia    | Argentyna | Grecja    | Nowa Zelandia | Finlandia     | Niemcy        | Wielka Brytania | Francja | Włochy        | Hiszpania       |                 |           |           | 6      | 20.     |
| 2013  | Henning Solberg                                                   | Ford Fiesta RS WRC                    | Monako | 8       | Meksyk  | Portugalia    | Argentyna | Grecja    | Włochy        | Finlandia     | Niemcy        | Australia       | Francja | Hiszpania     | Wielka Brytania |                 |           |           | 4      | 24.     |
| 2014  | Henning Solberg                                                   | Ford Fiesta RS WRC                    | Monako | 7       | Meksyk  | 5             | Argentyna | 7         | 9             | Finlandia     | Niemcy        | Australia       | Francja | Hiszpania     | Wielka Brytania |                 |           |           | 24     | 10.     |

* Rajd Bułgarii, Rajd Francji, Rajd Hiszpanii